# Nimrod Shapira Bar-Or
Nimrod Shapira Bar-Or (hebreiska: נמרוד שפירא בר אור) född 25 april 1989, är en israelisk elitsimmare. Han representerade Israel vid Olympiska sommarspelen 2008 i Peking. Vid Maccabiah Games 2009 vann han silvret på 100 meter frisim.